# 13344 Upenieks
13344 Upenieks eller 1998 SD130 är en asteroid i huvudbältet som upptäcktes den 26 september 1998 av LINEAR i Socorro County, New Mexico. Den är uppkallad efter Kerrie Upenieks.
Asteroiden har en diameter på ungefär 5 kilometer och den tillhör asteroidgruppen Koronis.